# Гамбо (блюдо)
Гумбо, гамбо (англ. gumbo) — блюдо американской кухни, распространённое в штате Луизиана. Представляет собой густой суп со специями, похожий по консистенции на рагу.

## Происхождение
Считается наследием кухни каджунов, потомков прибывших в XVIII веке в Канаду французских эмигрантов, также кухни луизианских креолов. Блюдо сочетает в себе ингредиенты африканской, французской и испанской кухни; листья сассафраса относятся к кухне индейцев чокто. Учёные сходятся в том, что гамбо появилось в Луизиане в начале восемнадцатого века.

## Ингредиенты
Одна из главных составляющих супа — плоды растения окра (бамии). Собственно, название блюда и происходит от другого названия этого растения (гомбо). В странах, где бамию сложно достать, её обычно заменяют стеблями сельдерея. В состав гамбо также входят: овощи (помидоры, лук, сладкий перец), мясо, курица, колбасы, ветчина или морепродукты (креветки, крабы или устрицы). Выбор между мясом и морепродуктами исторически обуславливается близостью конкретной местности к морю.
Крепкий пряный бульон загущается соусом ру, который готовится из муки и масла (мука обжаривается в масле до светло-кирпичного цвета), благодаря чему суп становится густым. В качестве тушёной овощной основы используются зеленый перец, лук и сельдерей, сочетание которых в каджунской кухне называется «святой троицей».
Иногда блюдо дополнительно загущается порошком из высушенных молотых листьев дерева сассафрас; в этом случае оно носит название филе-гумбо. Филе-гумбо, наряду с джамбалайей и раковым пирогом, отмечены как три популярнейших блюда каджуно-креольской кухни в песне Хэнка Уильямса «Джамбалайя».
Существуют вегетарианские разновидности гумбо (что объясняется, в числе прочего, ограничениями католического Великого поста). В состав Gumbo z’herbes («гумбо с зеленью») обычно входят, в числе прочего, турнепс и шпинат.

## Приготовление и подача
Гумбо готовится не менее трёх часов, а зачастую томится весь день. Мясо (но не морепродукты) обычно обжаривается заранее и до времени снимается с огня. Окра и ру готовятся до овощей и морепродуктов. После достижения нужной консистенции окру снимают с огня, а к ру в котёл добавляются овощи. При достижении овощами полуготовности, в котёл возвращаются мясо и окра, добавляется бульон (и, при необходимости, вода), после чего блюдо доводится до готовности, включая желаемую мягкость мяса. Приправы, включая соль, красный, чёрный и белый перец, лавровый лист и тимьян, добавляются по вкусу. Обычно блюдо подаётся с горячим отварным рисом.